# Tomašanci
Tomašanci – wieś w Chorwacji, w żupanii osijecko-barańskiej, w gminie Gorjani. W 2011 roku liczyła 583 mieszkańców.